# هور السنية
هور السنية وهو أحد أهوار العراق يقع غرب نهر دجلة بين قضاء علي الغربي والعمارة ويتصل بهور أبي كلام أيام موسم الفيضانات ويصب في هور أم البقر